# 村上尚文
村上 尚文（むらかみ なおふみ、1928年9月17日 - 2000年12月25日）は、日本の検察官。広島高等検察庁検事長などを務めた。位階は正三位。勲等は勲二等。

## 人物
福岡県北九州市出身。1952年東京大学法学部卒業。大学3年の在学中に司法試験合格を果たす。
著書は約30冊におよび、警察官向けのテキストが多く、中には東京地方検察庁特別捜査部長などを歴任した河上和雄や藤永幸治との分担執筆や共著の書籍もある。
元最高裁判所裁判官である団藤重光を支持する。
1998年、勲二等旭日重光章を受章。2000年12月25日、肝臓疾患のため死去。

## 法学者として
刑法を研究する。刑事責任について、精神科医に精神医学は未知の分野であることを告げられ、また、道路交通の実務体験では、目撃証言や裁判官の見解次第で過失か否かが次々と覆ることなどから、責任能力や過失については運が良いか悪いかが決め手であるとし、これを「運天主義」と呼んだ。これにより、「刑法の運用の仕方を厳粛にせよ」と、検察実務の経験者の立場から戒めている。
日々刻々と変化する社会事象を、あらゆる法律だけではなく、あらゆる物ごとの視点から考え、見てみること薦め、これを「総合工学的法律学」と呼んだ。